# Ferguson Glacier (glaciär i Antarktis, lat -62,08, long -58,40)
Ferguson Glacier är en glaciär i Antarktis. Den ligger i Sydshetlandsöarna. Argentina, Chile och Storbritannien gör anspråk på området. Ferguson Glacier ligger 7 meter över havet.
Terrängen runt Ferguson Glacier är kuperad. Havet är nära Ferguson Glacier åt sydväst. Trakten är glest befolkad. Närmaste befolkade plats är Commandante Ferraz Station, 0,46 kilometer öster om Ferguson Glacier. 